# Ed Gein
Edward Theodore Gein (ur. 27 sierpnia 1906 w La Crosse, zm. 26 lipca 1984 w Madison) – amerykański morderca zwany Rzeźnikiem z Plainfield. Pomimo zarzutu licznych mordów udowodniono mu zabójstwo tylko dwóch kobiet: Bernice Worden i Mary Hogan.

## Dzieciństwo
Syn George’a i Augusty Gein, urodzony w La Crosse w stanie Wisconsin. Miał starszego o 7 lat brata Henry’ego.
Matka, luterańska fanatyczka religijna, zabraniała synom kontaktów z kobietami, ostrzegając, iż są one niemoralne i upadłe. Ojciec, alkoholik, nie miał nic do powiedzenia w kwestii wychowania synów, zostając pod wpływem dominującej małżonki. W 1914 Geinowie przeprowadzili się do Plainfield na samotną farmę, gdzie Augusta Gein mogła izolować swą rodzinę od grzesznego świata. Izolacja nie była jednak zupełna, bowiem Eddie i Henry musieli chodzić do szkoły. Nieśmiały i delikatny Eddie nie był zbyt lubiany przez dzieci, co pogłębiane było jawną niechęcią Augusty Gein wobec wysiłków Eddiego mających na celu pozyskanie czyjejkolwiek przyjaźni. Postawa matki smuciła Eddiego, jednak ponieważ uznawał ją za najwyższy autorytet i wcielenie dobra, był jej posłuszny. Augusta Gein, niemal całkowicie przekonana, że jej synowie wyrosną na takich nieudaczników jak jej mąż, często beształa chłopców i poniżała ich.
Po śmierci George’a w 1940 roku obaj bracia podejmowali się różnych prac, aby wspomóc finansowo tak farmę, jak i matkę. Zdobyli sobie opinię uczciwych i solidnych pracowników. Eddie bardzo chętnie podejmował się również opieki nad dziećmi, z którymi, ze względu na upośledzenie jego rozwoju emocjonalnego, łatwiej było mu nawiązać kontakt. To, jak również i niezupełnie normalny związek Eda z matką, niepokoiło Henry’ego, który kilkakrotnie skrytykował Augustę w sposób dla jego młodszego brata szokujący.
16 maja 1944 r. nieopodal farmy Geinów zapaliły się krzaki. Bracia, próbując ugasić ogień, rozdzielili się i stracili się nawzajem z oczu. Gdy ogień wygasł, a Henry się nie pojawił, Ed podążył na policję, by zgłosić zaginięcie brata. Policja zorganizowała poszukiwania, w czasie których Ed zaprowadził ich prosto do ciała swego zaginionego rzekomo brata. Co zaskoczyło policjantów, Henry Gein leżał na nietkniętym przez ogień kawałku ziemi, na głowie zaś miał sińce. Mimo wątpliwości stwierdzono, że był to nieszczęśliwy wypadek, albowiem Henry, według orzeczenia koronera, udusił się dymem.

## Aresztowanie
17 listopada 1957 policja wkroczyła na teren farmy Geina, podejrzewając jego związek z napadem dokonanym na miejscowy sklep z narzędziami i zniknięciem Bernice Worden, jego właścicielki i matki jednego z funkcjonariuszy. W letniej kuchni dokonali pierwszego makabrycznego odkrycia – znajdowało się tam pozbawione głowy i wypatroszone ciało Bernice Worden zawieszone pod sufitem. Pośmiertne badania wykazały, że Worden została postrzelona z bliska z karabinka .22.
Policja przypuszczała, że Eddie mógł być zamieszany w więcej morderstw niż te dwa, które mu udowodniono. Na liście jego potencjalnych ofiar znajdują się między innymi Georgia Weckler, Ray Burgess, Victor Travis i Evelyn Hartley. Trudno jest określić rzeczywistą liczbę ofiar Geina, m.in. dlatego, że część ludzkich szczątków i trofeów w jego domu pochodziła ze zwłok wykradanych z cmentarzy.
W wyniku przeszukania na farmie Geina odnaleziono m.in.:
- cztery czaszki wieńczące słupki łóżka Eda;
- abażury lamp i obicie jednego z foteli wykonane z ludzkiej skóry;
- miski wykonane z ludzkich czaszek;
- ludzkie serce (przedmiotem dyskusji pozostaje, gdzie znaleziono owo serce; policja stwierdza, że znajdowało się ono na patelni stojącej na kuchni, podczas gdy niektóre zdjęcia wskazują, że zawinięte było w papierową torbę);
- maski wykonane ze skóry zdartej z twarzy martwych kobiet, zdobiące ściany sypialni;
- pas z ludzkich sutków;
- kompletny strój z ludzkiej skóry;
- pudełko wypełnione spreparowanymi kobiecymi genitaliami.

W trakcie badań przeprowadzonych przed procesem zdiagnozowano u Geina schizofrenię i psychopatię seksualną. Psychiatrzy orzekli również, iż jest niepoczytalny, co oznaczało, że nie mógł być sądzony za zabójstwo pierwszego stopnia i skazany na śmierć. Sąd nakazał ulokowanie Eda w szpitalu psychiatrycznym.
Geina umieszczono w Central State Hospital w Waupun. Po 10 latach pobytu tamże uznano, iż może stanąć przed sądem i 7 listopada 1968 roku rozpoczął się proces. Edward Theodore Gein został uznany winnym morderstwa Bernice Worden, jednak, jako niepoczytalny, został zwolniony i odesłany do szpitala psychiatrycznego, gdzie spędził resztę życia.

## Śmierć
Gein zmarł 26 lipca 1984 r. z powodu niewydolności oddechowo-krążeniowej (będącej skutkiem nowotworu) w Instytucie Zdrowia Psychicznego w Goodland Hall. Jego grób znajdujący się na cmentarzu Plainfield był przedmiotem wielu aktów wandalizmu – poszukiwacze pamiątek odłamywali kawałki nagrobka, do roku 2000, kiedy całość została ukradziona. Nagrobek odnaleziono w czerwcu 2001 niedaleko Seattle i można go obejrzeć w muzeum w Wautoma, w stanie Wisconsin.

## Odniesienia w kulturze
Na kanwie legendy Geina powstało kilka filmów fabularnych oraz ekranizacji, w tym:
- Deranged (1974);
- Teksańska masakra piłą mechaniczną Tobe’a Hoopera;
- Psychoza Alfreda Hitchcocka;
- Dom tysiąca trupów oraz Bękarty diabła Roba Zombie;
- Milczenie owiec Jonathana Demmego. Gein był pierwowzorem postaci stworzonych przez Thomasa Harrisa, tj. Zębowej Wróżki z Czerwonego smoka oraz Buffalo Billa z Milczenia owiec.

Postać lekarza-mordercy Oliviera Thredsona, poszukiwanej „Krwawej Twarzy” z serii „Asylum” serialu American Horror Story była również inspirowana jego postacią. Istnieje też grupa grindcore’owa nosząca jego miano. Bezpośrednie odwołanie do postaci Geina znaleźć możemy w utworach: „Ed Gein” projektu Flesh For Her, „Dead Skin Mask” Slayera, „Skinned” grupy Blind Melon, „Nothing to Gein” zespołu Mudvayne, „Jessica” japońskiego zespołu j-rockowego Dir En Grey oraz „Deadache” fińskiego zespołu Lordi. Również w utworze Eminema „Buffalo Bill” jest nawiązanie do postaci Thomasa Harrisa wzorowanej na Edzie Geinie.
Wzmianka o Edzie pojawiła się również w utworze „Wonderful Life” zespołu Bring Me the Horizon. Do postaci Eda Geina nawiązuje również raper Słoń w utworach „Czysta Miłość”, „Inkwizycja” oraz w najnowszym „Święta w Piekle '87”.
Jego historia została także użyta w odcinku „Loch Henry” 6 sezonu serialu „Black Mirror” Charlie Brooker.